# A Jangada de Pedra
A Jangada de Pedra é um romance de José Saramago. Conta a história ficcional da separação geográfica da Península Ibérica do restante continente europeu. Esta obra, traduzida em mais de vinte línguas, já foi adaptada ao cinema em 2002 por George Sluizer. A obra é escrita em um formato singular, onde os diálogos são incorporados à narrativa, omitindo os travessões e pontos de exclamação e de interrogação.
A separação geográfica é uma alusão ao que Saramago via ocorrer frente à unificação da Europa, onde os países ibéricos estavam postos de lado, navegando à deriva sem se identificarem cultural, social ou economicamente com o restante do continente.
A este acontecimento impactante, aparentemente sem explicação científica, precedem outros quatro igualmente sobrenaturais que unem as personagens com quem ocorreram os factos. Joana Carda, Joaquim Sassa, José Anaiço e Maria Guavaira, Pedro Orce e Cão, percorrem uma longa jornada em busca de algo que lhes desatormente as almas, a sentirem-se culpadas pelo ocorrido.

## Descrição das personagens
- Joana Carda: Ao riscar o chão (em solo português, haja vista) com uma vara de negrilho (ulmeiro ou olmo) se sente partilhar da culpa pela separação da Península Ibérica do restante da Europa. O risco é permanente, quando revolvido, refaz-se imediatamente.
- Maria Guavaira: Encontrou em sua casa, na costa da Galiza, uma meia de lã azul que não termina de desfazer-se, formando um novelo enorme (descrito como uma nuvem).
- Joaquim Sassa: A personagem diz-se realizadora de uma tarefa sobre-humana, lançar uma pedra ao mar numa praia da cidade do Porto; que, por sua massa e distância percorrida, fazem do ato impossível para o físico de Joaquim.
- José Anaiço: Seguido por uma revoada de estorninhos durante a parte inicial do livro, sem motivo aparente, ou ligação imediata com os outros casos, assim como com a cisão da Europa, a personagem mostra o seu propósito apenas no decorrer do enredo.
- Pedro Orce: Farmacêutico, com mais de 60 anos. Sente uma contínua vibração vinda do solo, como se pudesse perceber as oscilações provocadas pelo movimento de Espanha e Portugal.
- Constante (o Cão): Mostrado no princípio da narrativa como hesitante entre Espanha e França, no momento em que surge a primeira fenda, o animal segue para a Península e junta-se ao grupo, tornando-se companheiro frequente de Pedro Orce. Constante também sente as vibrações do movimento. Há alusão a uma possível origem infernal do cachorro, dada pelo fato de este provir da região de Cerbère, fronteiriça à Espanha, onde supostamente passou e latiu Cérbero, guardião do Hades.

Nesta teia, Saramago tem fértil terreno para destilar as suas críticas a respeito da vida em sociedade e das autoridades.

## Adaptações cinematográficas
Foi adaptado em 2002 no filme A Jangada de Pedra do diretor George Sluizer.